# Helga Elstner

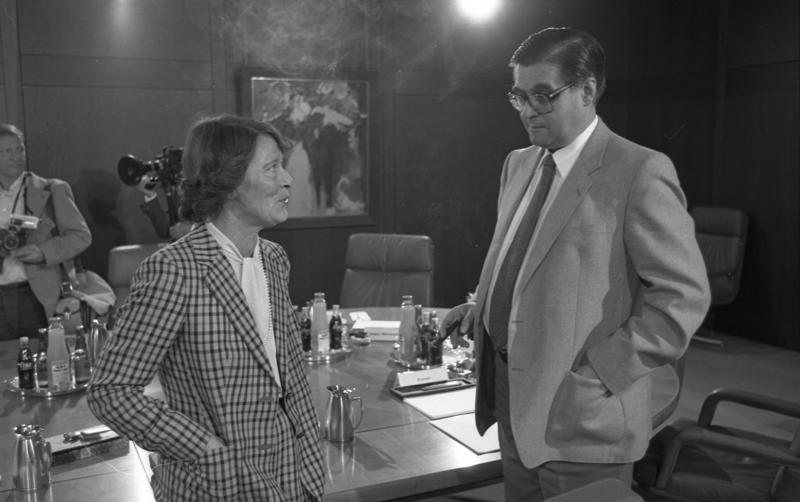
Helga Elstner mit Hans Koschnick im Juni 1981

Helga Anneliese Christiane Elstner, geb. Kurz (* 19. März 1924 in Gelnhausen; † 31. Oktober 2012 in Hamburg), war eine deutsche Politikerin (SPD). Sie war Mitglied des Senats der Freien und Hansestadt Hamburg, Mitglied der Hamburgischen Bürgerschaft und von 1987 bis 1991 deren Präsidentin.

## Leben und Politik
Helga Elstner wurde als Tochter eines Kaufmanns in der Nähe von Frankfurt am Main geboren und besuchte von 1932 bis 1942 das Berliner Königin-Luise-Lyzeum. 1943 wechselte sie an die Rackow-Handelsschule und legte 1944 ihr Abitur ab. Von 1945 bis 1948 war sie bei der Industrie- und Handelskammer Hanau-Gelnhausen-Schlüchtern tätig. Von 1947 bis 1950 studierte sie Wirtschaftswissenschaft an der Universität Frankfurt und schloss mit einem Diplom-Examen ab.

Sie arbeitete ab 1951 als Sachbearbeiterin in einem Wirtschaftsprüferbüro und in den Jahren 1953/54 bei der Firma Rohrbau Mannesmann in Frankfurt am Main. Von 1954 bis 1957 übernahm sie die Geschäftsführung des Deutschen Hausfrauenbundes und war im Anschluss für zehn Jahre geschäftsführendes Vorstandsmitglied der in Bonn ansässigen Arbeitsgemeinschaft der Verbraucherverbände.

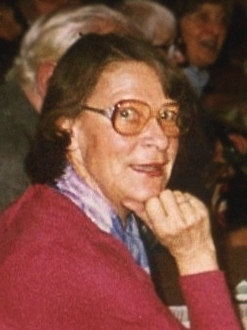
Helga Elstner

In dieser Zeit wurde sie 1955 Mitglied der SPD und war von 1968 bis 1976 im Bundesministerium für Jugend, Familie und Gesundheit tätig. Zuletzt führte sie als Ministerialdirektorin die Abteilung „Lebensmittelwesen und Veterinärmedizin“.
Am 28. April 1976 wurde Helga Elstner von der Hamburgischen Bürgerschaft in den Hamburger Senat gewählt und übernahm die Leitung der Behörde für Gesundheit und Verbraucherschutz. Nach der Bürgerschaftswahl 1978 wurde sie vom umgebildeten Senat am 28. Juni 1978 zusätzlich zur ersten weiblichen Zweiten Bürgermeisterin, und damit zur Stellvertreterin des Ersten Bürgermeisters Hans-Ulrich Klose, gewählt. Am 13. Juni 1984 gab sie ihre Ämter als Zweite Bürgermeisterin und Präses der Gesundheitsbehörde auf, um ihr Mandat in der Bürgerschaft auszuüben.
Am 16. September 1987 wurde sie in der Nachfolge von Elisabeth Kiausch zur Bürgerschaftspräsidentin gewählt. Mit dem Ende der 13. Wahlperiode am 19. Juni 1991 endete ihre Laufbahn als Abgeordnete und Präsidentin. Nach der Niederlegung ihres Bürgerschaftsmandates legte sie „die Politik“ nicht ad acta, sondern setze ihre bereits 1986 begonnene Arbeit als Mitglied des Wirtschafts- und Sozialausschusses der Europäischen Gemeinschaft, Brüssel, mit den Arbeitsschwerpunkten Wirtschafts- und Verbraucherfragen, Außenbeziehungen fort. 
Helga Elstner war zwei Mal verheiratet und hatte einen Sohn aus erster Ehe.